# Kyle Red Silverstein
Kyle Red Silverstein (* 21. Mai 2002 in Los Angeles, Kalifornien) ist ein US-amerikanischer Schauspieler.

## Leben
Silverstein war bereits mit zwei Jahren im Magazin BabyStyle und danach in mehr als 20 Werbespots zu sehen.
Als er 2008 eingeschult wurde, entdeckte er eine Leidenschaft für Theater und nahm an einer Theater-AG teil. Mit 10 Jahren erhielt er Gitarren- und Klarinettenunterricht. Er besucht aktuell (Stand: Oktober 2017) die Buckley School.
2014 arbeitete er als Regisseur und Drehbuchautor an einem Kurzfilm. Silverstein lebt bei seinen Eltern in Sherman Oaks mit seiner ebenfalls als Schauspielerin aktiven jüngeren Schwester Lily Mae Silverstein.

## Filmografie
Schauspieler
- 2006: A Dead Calling
- 2007: Family Karma (Kurzfilm)
- 2008: Dr. House (House, M.D., Fernsehserie, eine Folge)
- 2009: Cold Case – Kein Opfer ist je vergessen (Cold Case, eine Folge)
- 2011: Outnumbered (Fernsehfilm)
- 2012: Amor auf vier Pfoten (Gabe the Cupid Dog)
- 2012: Happy Endings (Fernsehserie, eine Folge)
- 2013: Grey’s Anatomy (Fernsehserie, sechs Folgen)
- 2013: Lift (Kurzfilm)
- 2014: Urlaubsreif (Blended)
- 2015: Scorpion (Fernsehserie, eine Folge)
- 2017: Black-ish (Fernsehserie, eine Folge)
- 2018–2022: Yellowstone (Fernsehserie, neun Folgen)

Regie/Drehbuch
- 2014: Read Before Signing (Kurzfilm)